# Benedictia limnaeoides
Benedictia limnaeoides е вид коремоного от семейство Lithoglyphidae. Видът не е застрашен от изчезване.

## Разпространение и местообитание
Разпространен е в Русия (Бурятия).
Обитава сладководни басейни, пясъчни дъна и реки.

## Описание
Популацията на вида е стабилна.